# Jack Snow
 (mars 2017).
Si vous disposez d'ouvrages ou d'articles de référence ou si vous connaissez des sites web de qualité traitant du thème abordé ici, merci de compléter l'article en donnant les références utiles à sa vérifiabilité et en les liant à la section « Notes et références ».
Pour les articles homonymes, voir Snow.
John Frederick Snow, surnommé Jack Snow, né le 15 août 1907 et mort le 13 juillet 1956, était un critique de radio et un étudiant des travaux de L. Frank Baum. À la mort de Baum, Snow, alors âgé de 12 ans, proposa de devenir le prochain historien royal d'Oz (appellation officielle) ; mais sa proposition fut poliment rejetée par le personnel de la maison d'édition Reilly & Lee. Pour autant, Snow publia deux romans, The Magical Mimics in Oz (1946) et The Shaggy Man of Oz (1949). Il fut aussi l'auteur de Who's Who in Oz (1954), un guide sur les personnages d'Oz.
Alors en seconde année en high school, Snow, précoce, créa sa première colonne de critiques de radio dans The Cincinnati Enquirer. Après être diplômé, Snow poursuivit une carrière dans le journalisme, avec des périodes servant dans l'U. S. Army. Il passa sept années au National Broadcasting Company à New York.
Snow fut l'auteur de la nouvelle A Murder in Oz, prévue pour être publiée dans Ellery Queen's Mystery Magazine, mais les éditeurs la rejetèrent, et elle fut publiée après sa mort en 1956 dans The Baum Bugle. Cette nouvelle fut aussi publiée avec une collection d'autres papiers sous le titre Spectral Snow.
The Baum Bungle publia en hiver 1987 des notes biographiques et des références bibliographiques sur Snow, ainsi qu'une analyse critique de son travail.
Il est enterré au cimetière de Forest Hill dans sa ville natale de Piqua en Ohio.